# José de Treviño
José de Tremiño o Treviño (1565, Ciudad de México, Nueva España - c. 1641, Reino de Nuevo León) fue un militar novohispano, funcionario de la Corona de Castilla, destacado en la fundación y población de Los Llanos del Topo (actual General Escobedo) en el Nuevo Reino de León. Ocupó los cargos de regidor y alcalde ordinario de Monterrey.

## Origen
Nació en la Ciudad de México en 1565, siendo hijo de don Diego de Tremiño y de doña Beatriz de Quintanilla. Fue bautizado el 22 de marzo de 1565 en el Sagrario Metropolitano de la Catedral de México, siendo su padrino don Baltasar Venegas. Desde su bautizo, fue siempre utilizada la grafía de "Tremiño" a pesar de popularizarse su posterior deformación en "Treviño". Fueron sus hermanas doña María de Tremiño (1558), casada con el capitán Juan de Farías, alcalde mayor y ordinario de Monterrey; doña Juana de Tremiño (1566), casada con el capitán Marcos Alonso de la Garza; y doña Isabel de Quintanilla, casada con don Pedro de Salazar.

## Población del Nuevo Reino de León
En 1603 ingresó al Nuevo Reino de León en búsqueda de riquezas y fortuna. Hizo su propuesta al gobernador del Reino, Diego de Montemayor de que le concediera un sitio para el ganado y establecer una población como lo expresa en sus palabras:

"...digo que yo he venido a este reino ha hacer población en esta ciudad, en servicio de su majestad y para ello me ofrezco y prometo de traer mi mujer e hijos, casa y familia, y los pertrechos y avios convenientes, que son los siguientes: primeramente, diez carretas, con sus bueyes, mil y doscientas vacas mansas y cerreras; mas mil cabezas de ganado menor, cabra y ovejas; mas cincuenta yeguas de vientre; más un molino de pan; hecho y derecho; piedras y herramientas, mas veinte yuntas de bueyes, con sus rejas; mas cincuenta azadones mas veinte burras y cinco burros; más cuatro esclavos negros; más seis caballos y armas y aderezos de mi persona y dos lanzas. Todas las cuales cosas prometemos traer y meter en este reino dentro de tres meses..."

Don Diego de Montemayor le concede mediante la merced del 25 de abril de 1604. Una parte de esta merced queda ubicada en los Llanos del Topo, en lo que hoy es General Escobedo.
A su llegada, Tremiño se dedicó a la agricultura y ganadería pero solo lo hizo de manera indirecta y esporádica, ya que él seguía viviendo en Monterrey, Nuevo León.
Antes de su segunda salida en 1610 realizó lo que fue su mejor compra: la adquisición de la Hacienda de San Francisco (hoy Apodaca, NL).
El 8 de febrero de 1624 se da el famoso ataque del Huajuco a Monterrey; en este episodio de la historia de la ciudad, el capitán José de Treviño tiene una participación polémica al no obedecer las órdenes que le fueron dadas para proteger la ciudad, lo que le valió el desprestigio de su carrera de militar y defensor del reino.
En 1625 es nombrado mayordomo de la Santa Iglesia Mayor, puesto para el que es reelecto en 1626 y es nombrado también alcalde de la Santa Hermandad.
En 1641 es nombrado como regidor de Monterrey, último cargo que ocupó.

## Muerte
A partir de 1642 se dedica exclusivamente a la minería y a la ganadería, actividades que realiza hasta el final; la fecha exacta de su muerte se desconoce, pero debió ocurrir entre los años 1642 y 1645 según algunos documentos firmados por él que datan de 1641, y que para 1646 su hija Ana de Treviño menciona que su padre era ya difunto. 
A su hijo, José de Ayala, le hereda las tierras ubicadas en los Lanos del Topo y fundó una hacienda a la que llamó "Hacienda del Topo de San Nicolás Tolentino" o "Hacienda del Topo de los Ayala" donde más tarde estaría el municipio de General Escobedo, Nuevo León.

## Matrimonio y descendencia
Contrajo matrimonio con doña Leonor de Ayala. Fueron padres de:
- Diego de Ayala Tremiño (1618-1682), justicia mayor y teniente de capitán general del Reino de Nuevo León, regidor y alcalde ordinario de Monterrey, tesorero de la Santa Cruzada, encomendero de los pueblos Aguanas y Lisguegues, dueño de la hacienda de San Diego. Casó en primeras nupcias con doña Ana de Ovalle, en segundas con doña María de la Garza y Montemayor, y en terceras con Margarita de Farías-Sosa y Zaldívar (siendo bisabuelos del capitán Tomás Sánchez de la Barrera, fundador de Laredo).
- Francisco Alejo de Ayala Tremiño, capitán. Casó con doña Bernarda Gutiérrez de Ábrego. Su hija Leonor de Ayala Treviño casó con don Francisco Pérez de Escamilla, alférez real de Monterrey.
- José de Ayala Tremiño, dueño de la hacienda del Topo de San Nicolás Tolentino o Topo de los Ayala, donde testó en 1666.
- Catalina de Tremiño. Casó con don Antonio Durán y Uscanga (asimismo bisabuelos de Tomás Sánchez de la Barrera, fundador de Laredo).